# فلیکس هافمن
فلیکس هافمن (آلمانی: Felix Hoffmann; ۲۱ ژانویهٔ ۱۸۶۸ – ۸ فوریهٔ ۱۹۴۶) یک شیمی‌دان اهل آلمان بود.
فلیکس هافمن در سال ۱۸۹۷ هرویین و در همان سال آسپرین (۲۲ اوت) را کشف کرد، او همچنین تحت نام تجاری «هروئین» بایر محبوبیت یافت.